# Runnington
Runnington – wieś w Anglii, w Somerset, w dystrykcie (unitary authority) Somerset, w civil parish Langford Budville. W 1931 roku civil parish liczyła 52 mieszkańców. Runnington jest wspomniana w Domesday Book (1086) jako Runetone/Runetona.